# Pound Ridge (New York)
Pour les articles homonymes, voir Pound Ridge (homonymie).
Pound Ridge est une ville du comté de Westchester dans l’État de New York, aux États-Unis. Située au sud du comté, elle est limitrophe de la ville de New York.

## Personnalités
- Max Abramovitz, architecte
- Tallulah Bankhead, actrice
- Ellen Barkin, actrice
- David Bloom, journaliste
- Tom Brokaw, journaliste
- Gabriel Byrne, acteur
- Hume Cronyn, acteur
- Melissa Claire Egan, actrice
- Benny Goodman, musicien
- Fred Gwynne, acteur
- Elizabeth Hand, auteur
- Anne Jackson, actrice
- Ali MacGraw, actrice
- Mike Myers, acteur
- Christopher Reeve, acteur [1]
- Dana Reeve, actrice
- Steve Reich, compositeur
- Susan Sarandon, actrice
- Jessica Tandy, actrice
- Eli Wallach, acteur
- Jessica Walter, actrice
- Robert Whitehead, producteur
- Sloan Wilson, auteur
- Ross Lowell, inventeur, photographe, directeur de la photographie